# نيزك تشيليابنسك

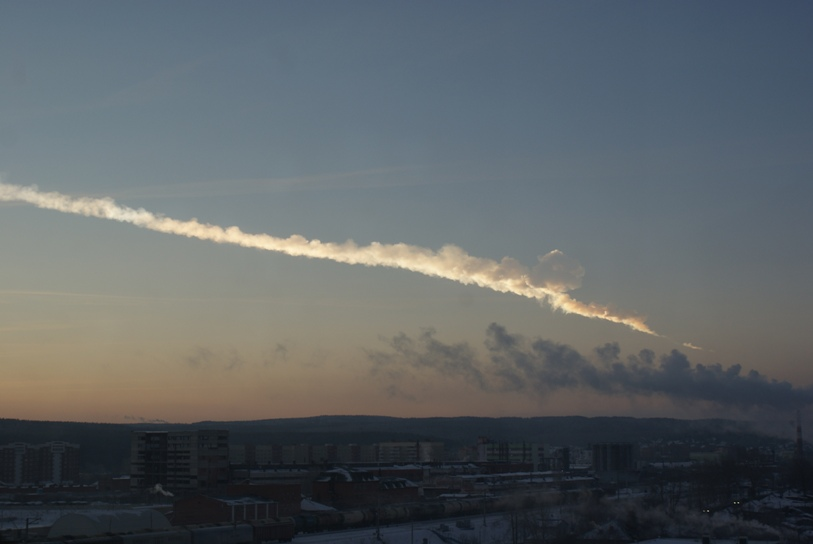
النيزك في سماء مدينة ييكاتيرينبرغ

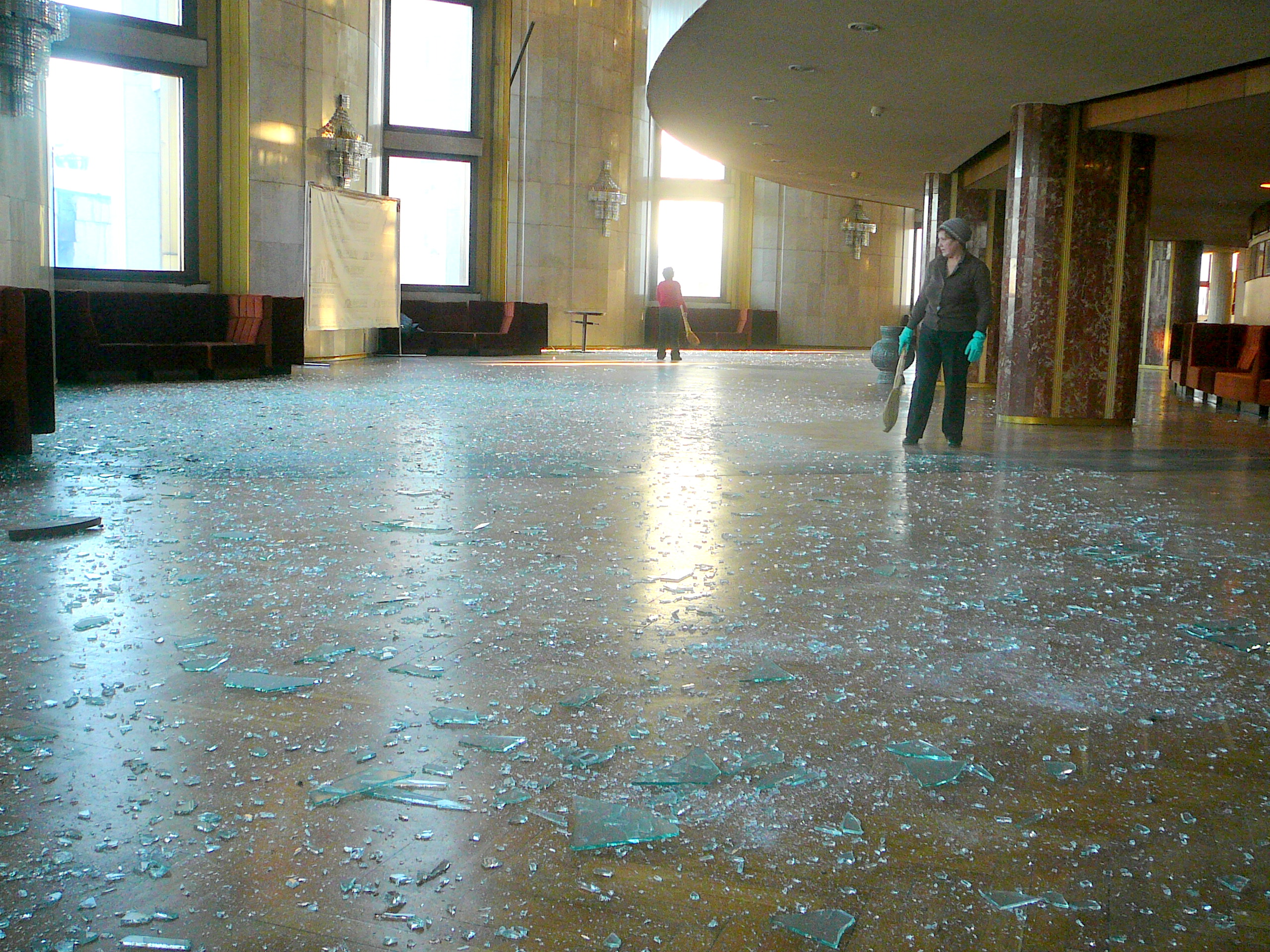
صورة من داخل مسرح تشيليابنسك حيث يرى أثار تهشم النوافذ من قوة سقوط الشظايا

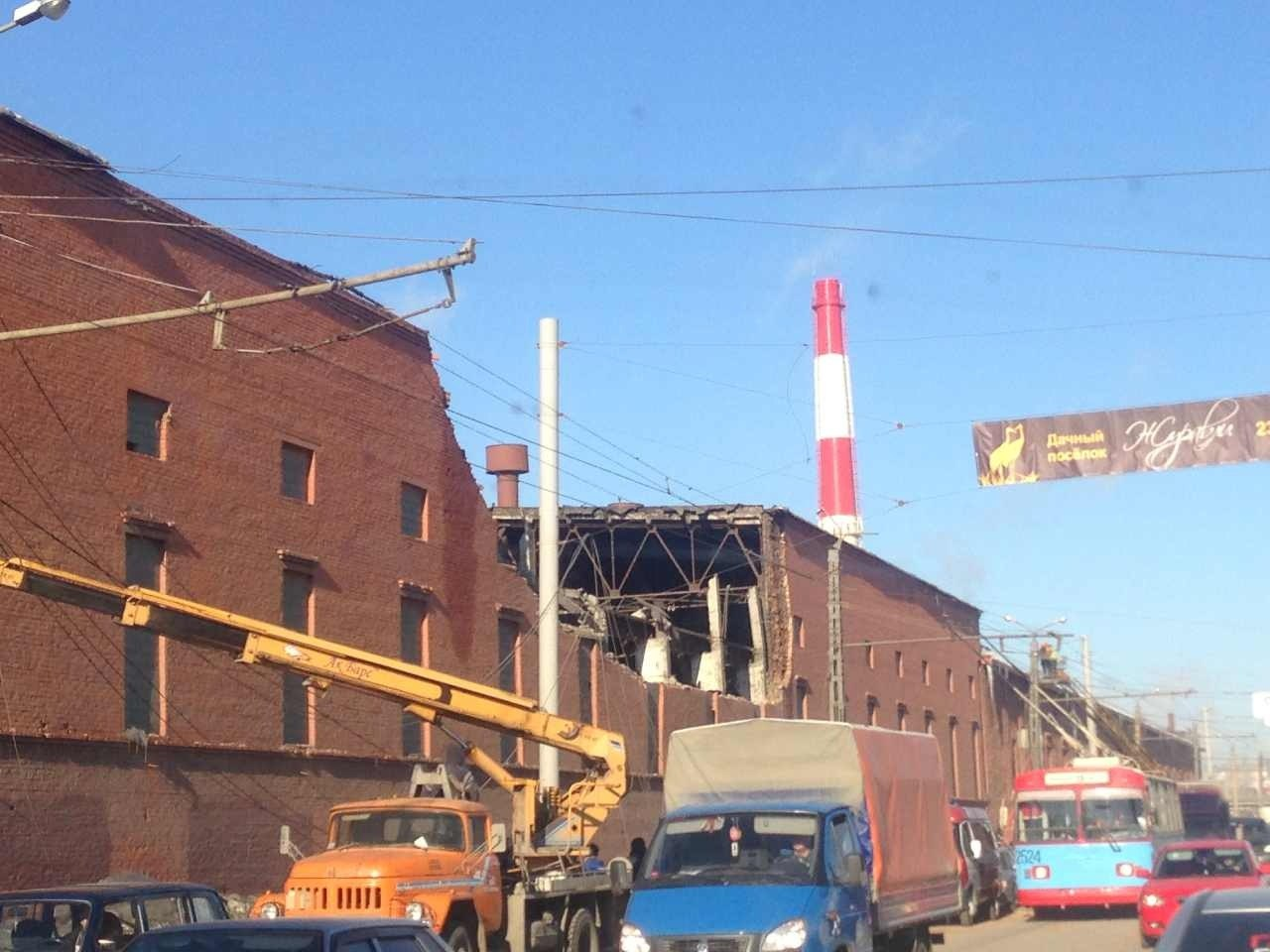
المصنع المتضرر والمتهشم من الاصطدام

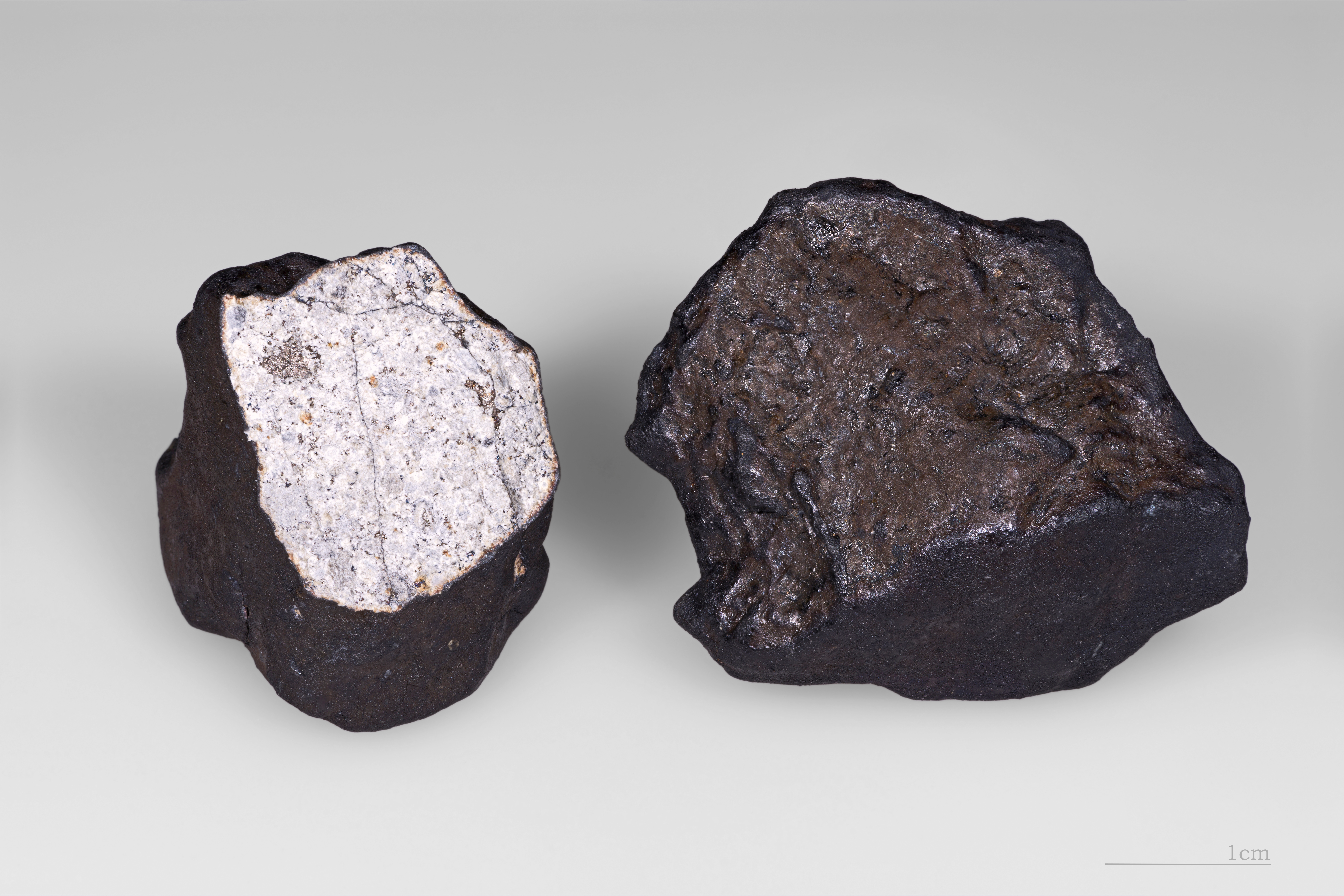
شظايا صغيرة من النيزك، وجدت في لتكول من قبل بعثة من جامعة ولاية تشيليابنسك

نيزك تشيليابنسك أو حادثة سقوط النيزك في روسيا 2013 ، حدثت حوالي الساعة 9:15 بالتوقيت المحلي (0315) بتوقيت غرينيتش صبيحة 15 فبراير 2013، فوق جنوب الأورال الروسي. صاحب النيزك عدد من الشظايا المنشقة منه أثناء مصادمته بجو الأرض، والتي توهجت عبر سماء مقاطعة أوبلاست تشيليابنسك. وقد أفادت وكالة الفضاء الأمريكية بأن سرعة النيزك أثناء سقوطه كانت 18 كيلومتر بالثانية (40,000 كيلومتر في الساعة). وكان قد انفجر في الجو قبل اصطدامه بالأرض على ارتفاع نحو 25 كيلومتر. وقد بلغت كتلة النيزك 10,000 طن تقريباً مولداً انفجاراً هوائياً بمقدار 500 كيلوطن من التي إن تي (TNT) وهو ما يعادل تقريباً 30 ضعف قوة القنبلة ذرية من الفئة التي أسقطت على هيروشيما ونجازاكي.
وكان بالإمكان رؤيته من مئات الكيلومترات قبل أن يؤدي إلى إصابة أكثر من 1,491 شخص من بينهم 200 طفل. لم تكن تلك الإصابات إصابات مباشرة من النيزك وأجزائه، وإنما حدثت بسبب تهشم زجاج النوافذ في المناطق القريبة نتيجة لما أحدثه النيزك من موجة اصطدامية كانت شديدة الانفجار.
ارتطمت شظايا النيزك بالأرض بعدما تفتت في الغلاف الجوي، مما أدى إلى إلحاق الأضرار بأكثر من 3 آلاف مبنى في مدينة تشيليابنسك بالإضافة إلى تضرر ثلاث محطات توزيع للغاز تعمل على تزويد أكثر من ألفي منزل بالغاز.

## الحسابات العلمية
في البدء أعتبرت كتلة الكويكب نحو 10.000 طن وقدر قطره بنحو 20 متر. ثم عدلت تلك الأرقام في نوفمبر 2013 لتصبح كتلته نحو 12.000 طن وقطره 19 متر على أساس أن كثافته تبلغ 3و3 جرام/سنتيمتر مكعب.
صنف الاتحاد الفلكي الدولي هذا الحدث كنيزك متفجر هائل
.
مما تسبب فيما يسمى انفجار هوائي. وخلاله تحطم المذنب الأولي عند دخوله الغلاف الجوي للأرض بسبب احتكاكه بالهواء وانكباس الهواءعلى ارتفاع 30 كيلومتر. تحطمة إلى أجزاء صغيرة تشكل مساحة للاحتكاك أكبر، مما تسبب في أنطلاق حرارة عالية منه بطريقة فجائية.
كانت زاوية التقائه بالأرض نحو 16 درجة.
 وأنتج النيزك برقا ضوئيا، كان أشد لمعانا من لمعان الشمس.
في اطار معاهدة وقف التجارب النووية سجلت مواقع المراقبة CTBTO أكبر حدث قام بقياسه. كذلك سجلت أجهزة قياس الزلازل الأمريكية والأقمار الصناعية للطقس مثل «متيوسات-9» و «متيوسات-10» والقمر الصناعي الصيني فينغيون-2 والقمر الصناعي MTSAT-2 بياناتها. كما قام Suomi NPP بفحص فوق السحاب غبار انفجار النيزك في الجو لعدة أسابيع.
 وهي بيانات أوصلت علماء ناسا إلى تقييم أن المدار البيضوي للنيزك أتي من خلف كوكب المريخ.
يعتقد بعض العلماء أنه من الممكن أن يكون نيزك تشيليابينسك جزء منكسر من أحد كويكبات أبولو يسمى 2011 EO40.
وتشير دراسة نشرت نتائجها في نوفمبر 2013 إلى أنه جزء من الكويكب من 86039 (1999 NC43) أحد كويكبات حزام الكويكبات.
وأنتج تحليل نشر في مايو 2014 أن المعدن جاديت موجودا في نيزك تشيليابينسك.

### صور

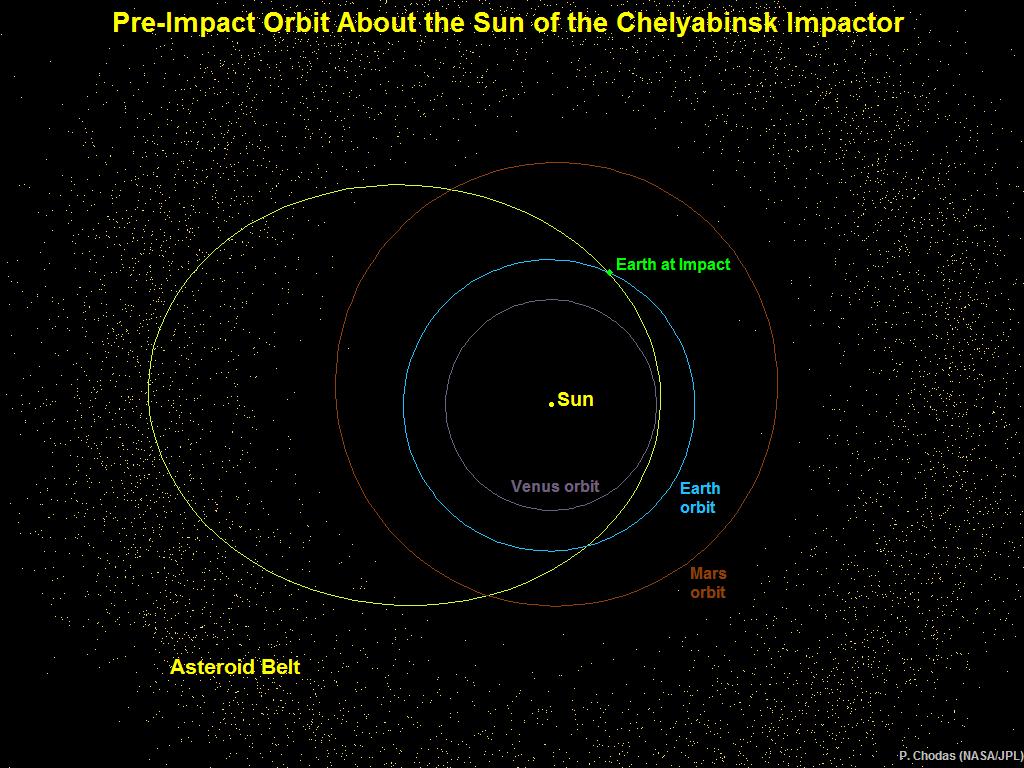
مدار تشيليابينسك البيضوي مماسا لمدار الزهراء. ومن جهته الأخرى يصل مداره إلى حزام الكويكبات
مقارنة أحجام نيزك فوهة بارينغ (رمادي) ،ونيزك تشيليابنسك (أحمر) و نيزك هوب بالنسبة إلي حجم طائرة بوينغ747.
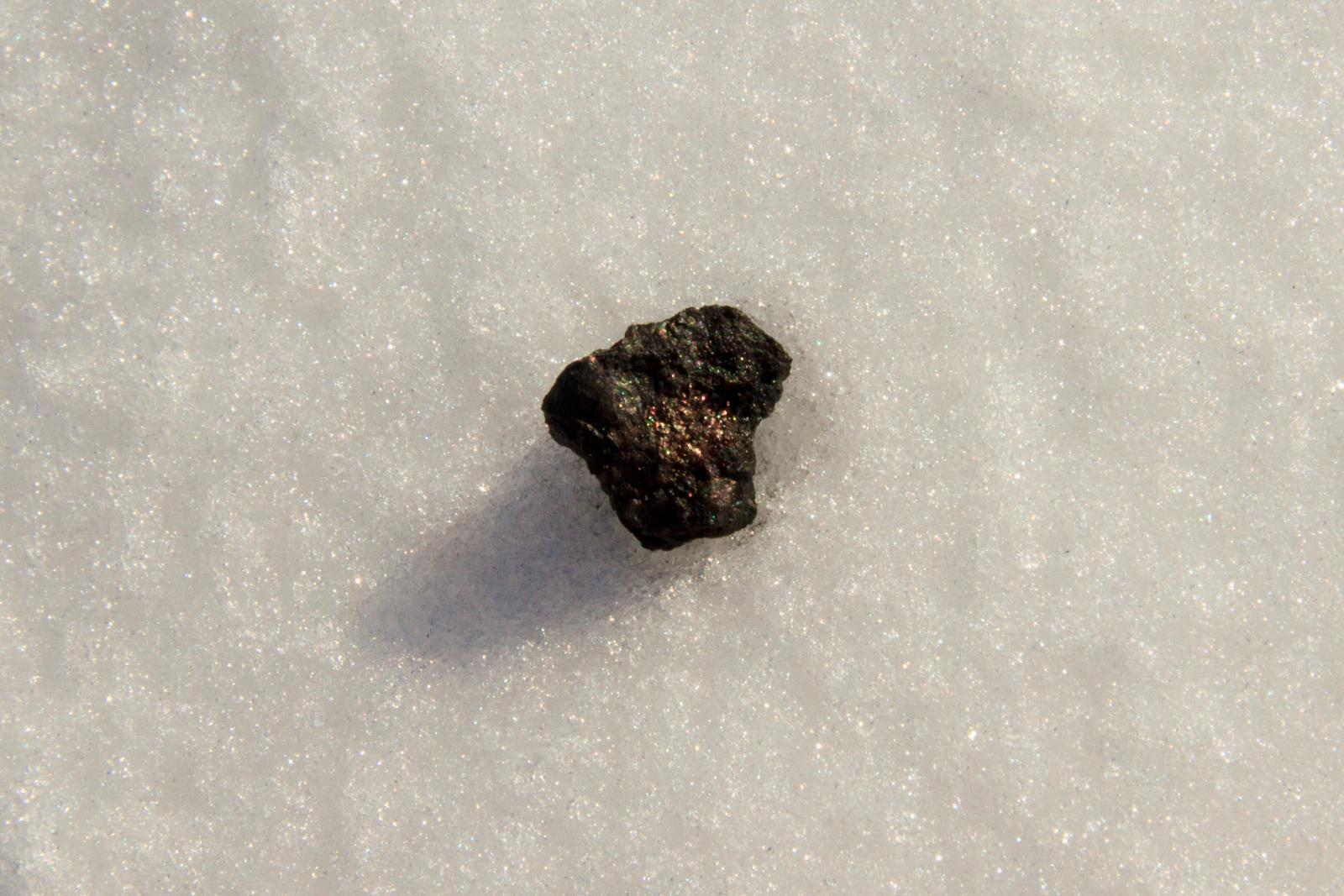
قطعة من النيزك تشيليابنسك (جامعة أورال الفدرالية)،عثر عليه في بحيرة تشباركول بالقرب من تشيليابنسك.
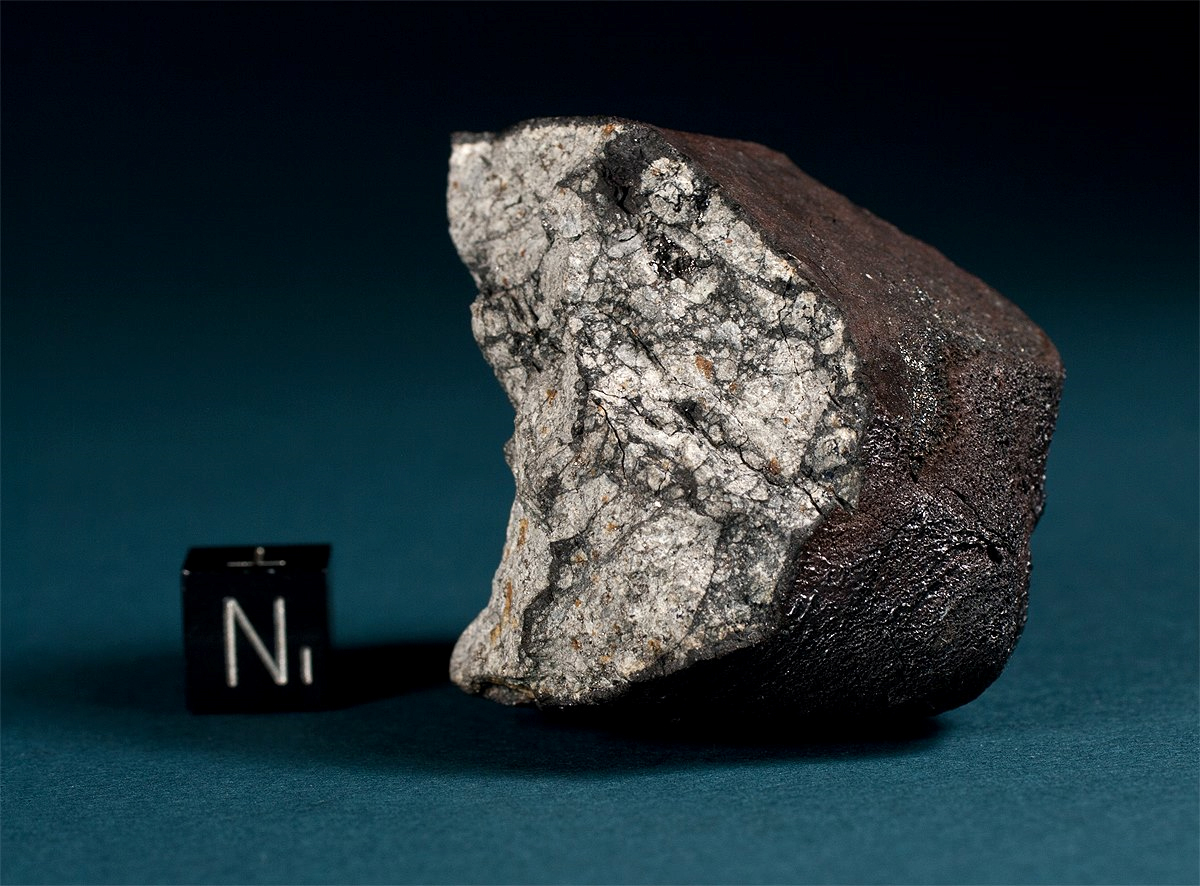
قطعة من النيزك مبينة صخر فتاتي.
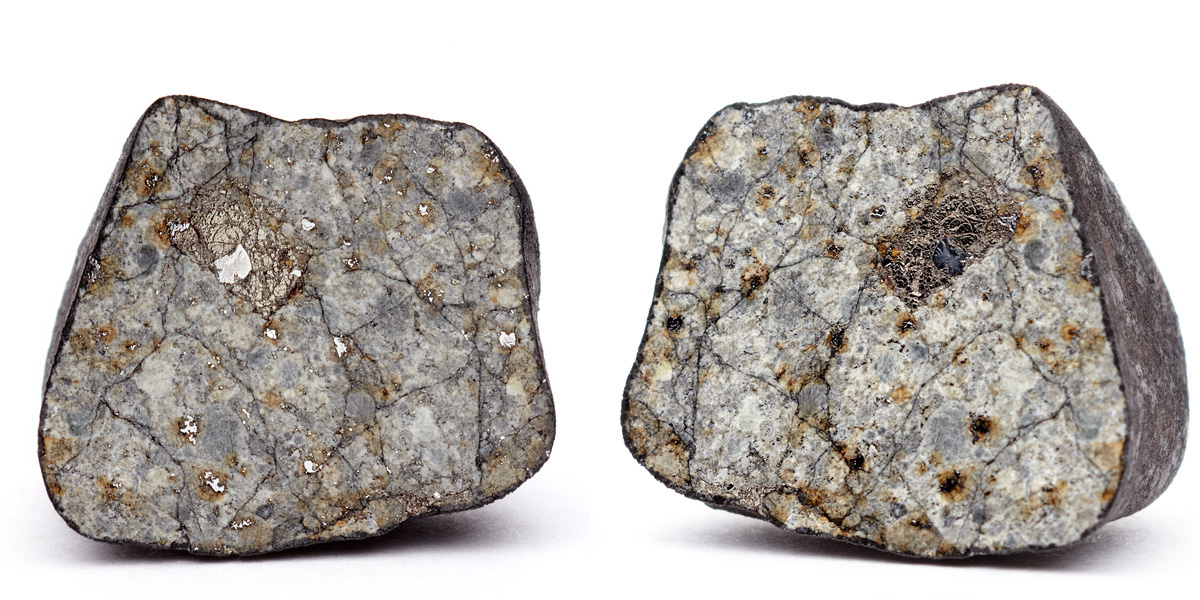
صورة لقطعة من النيزك مقطوعة من الوسط.
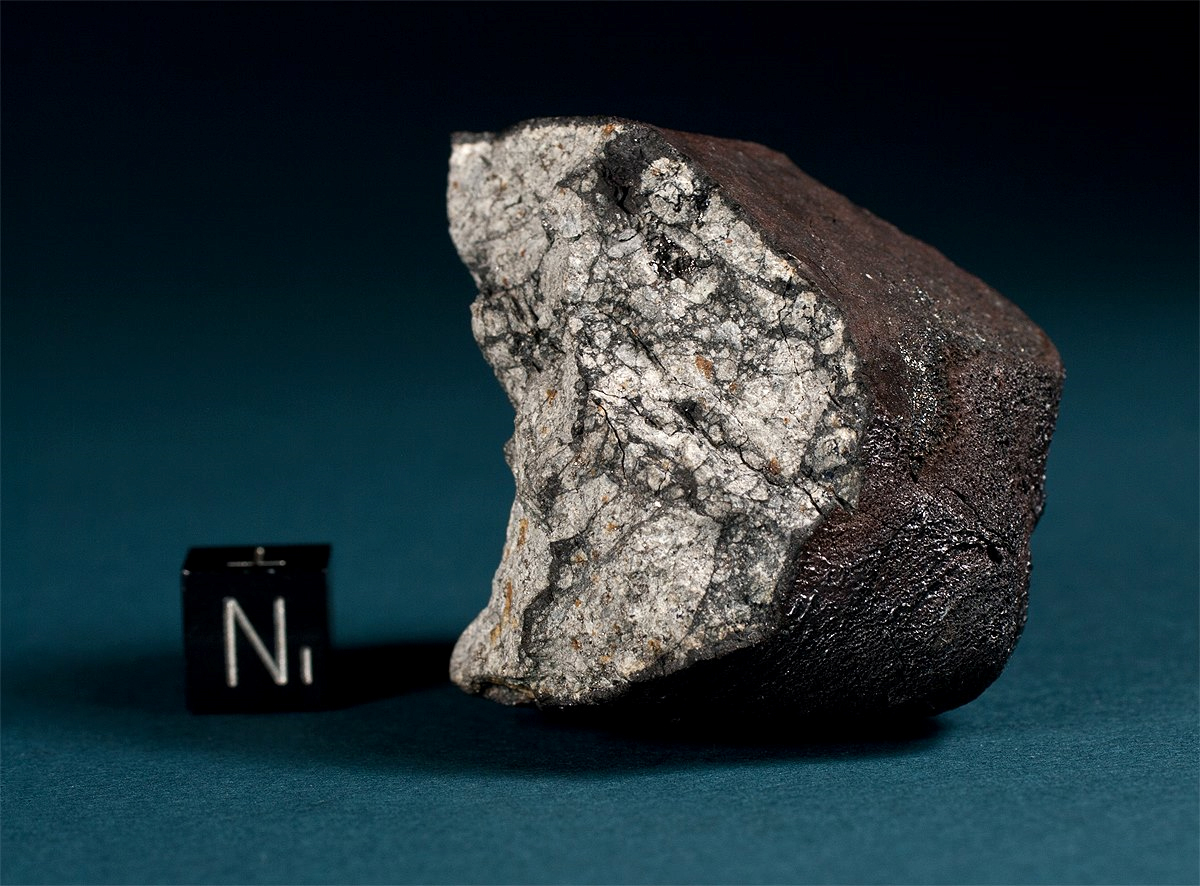
قطعتين آخرتين من النيزك
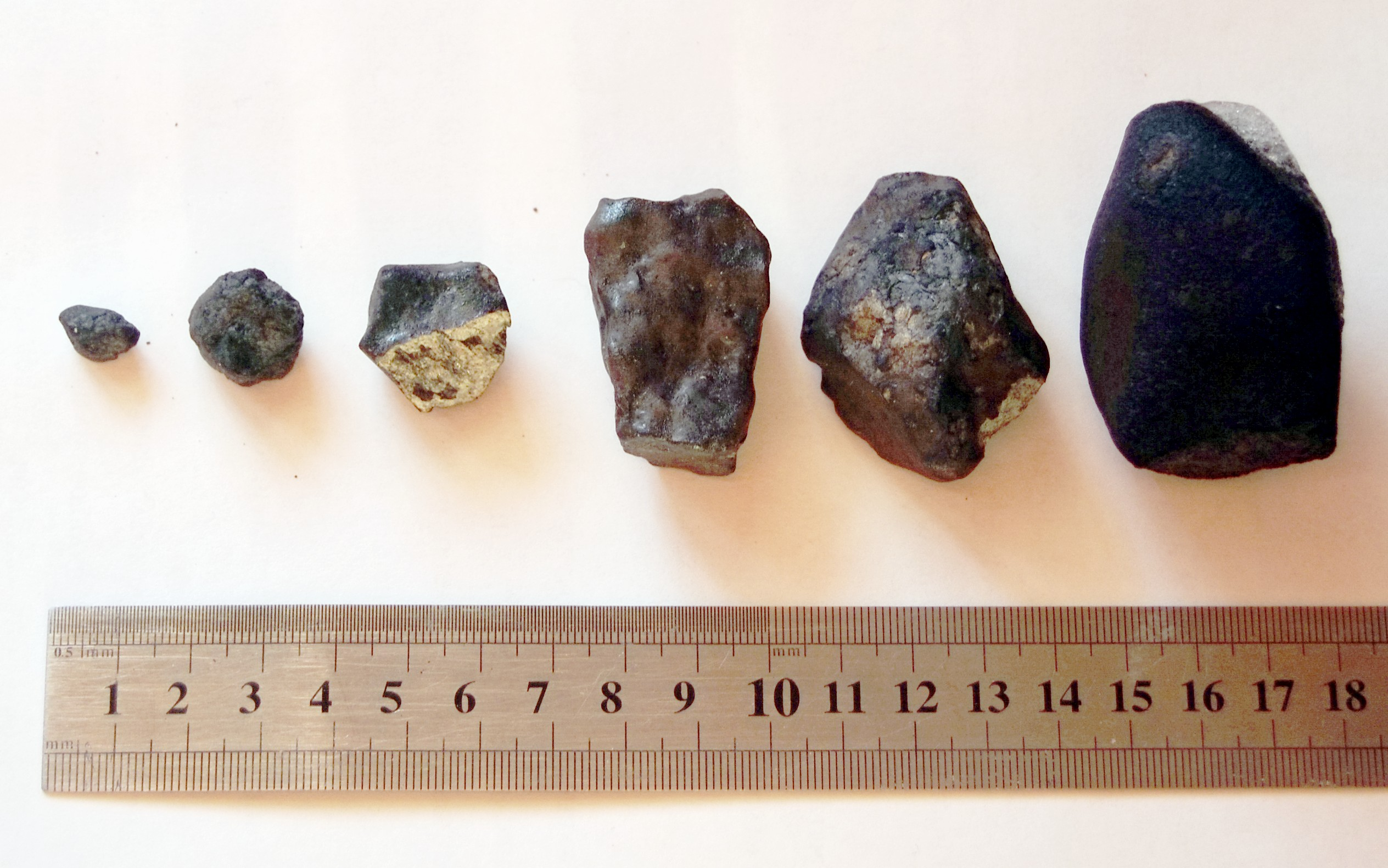
قطع من النيزك بأحجام مختلفة
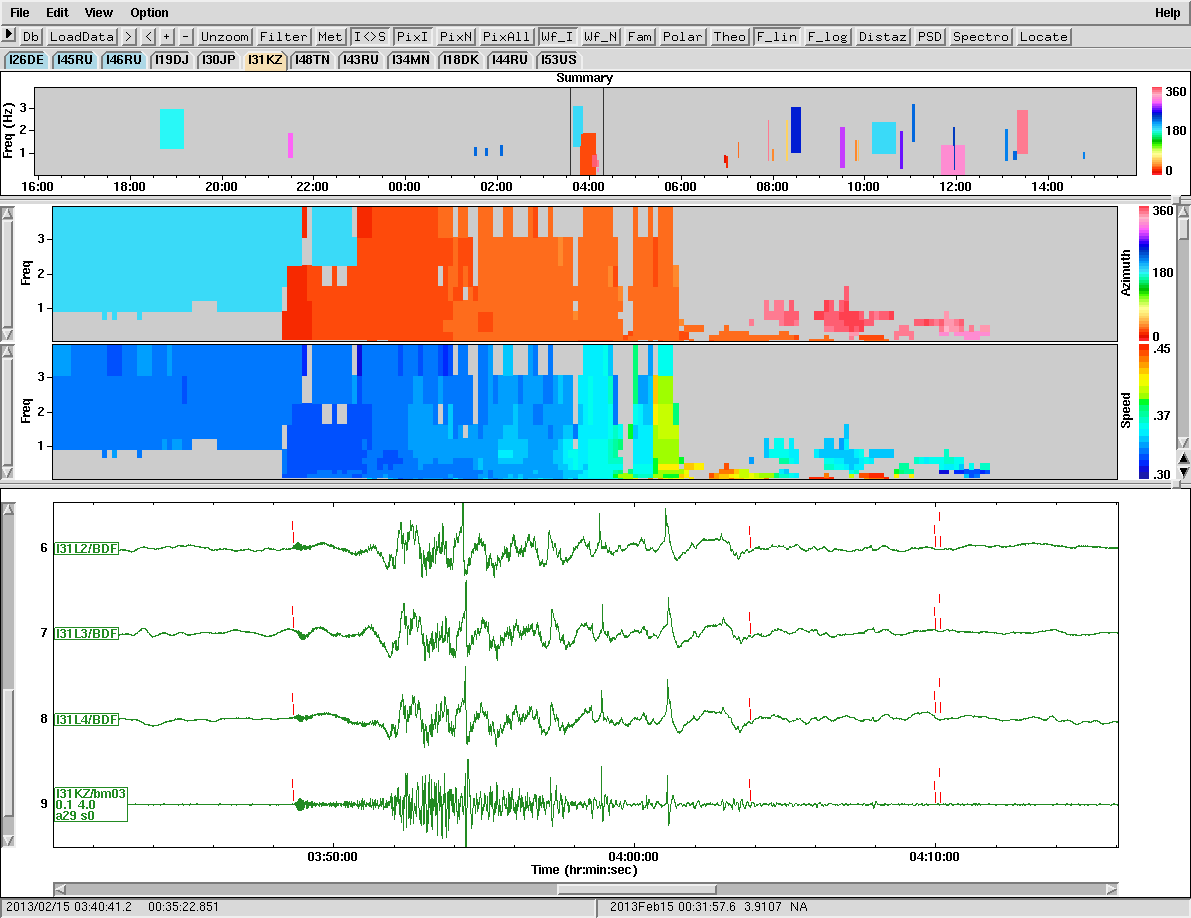
الاهتزازات الزلزالية التي سجلها جهاز CTBTO الأمريكي.
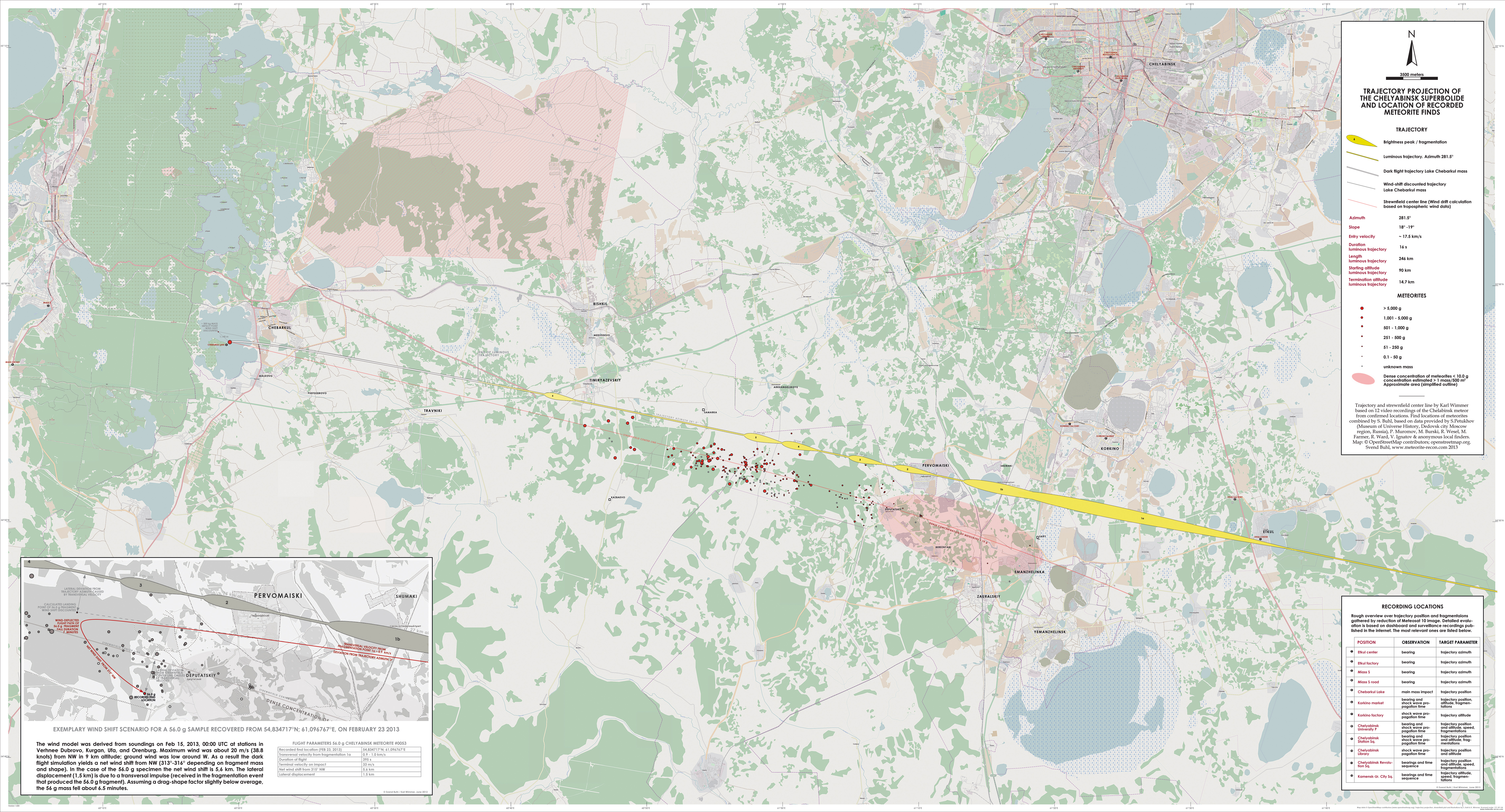
مساقط قطع النيزك لعدد 253 قطعة عثر عليها لنيزك تشيليابنسك

### تصادف مرور نيزك دندي (367943) بالأرض

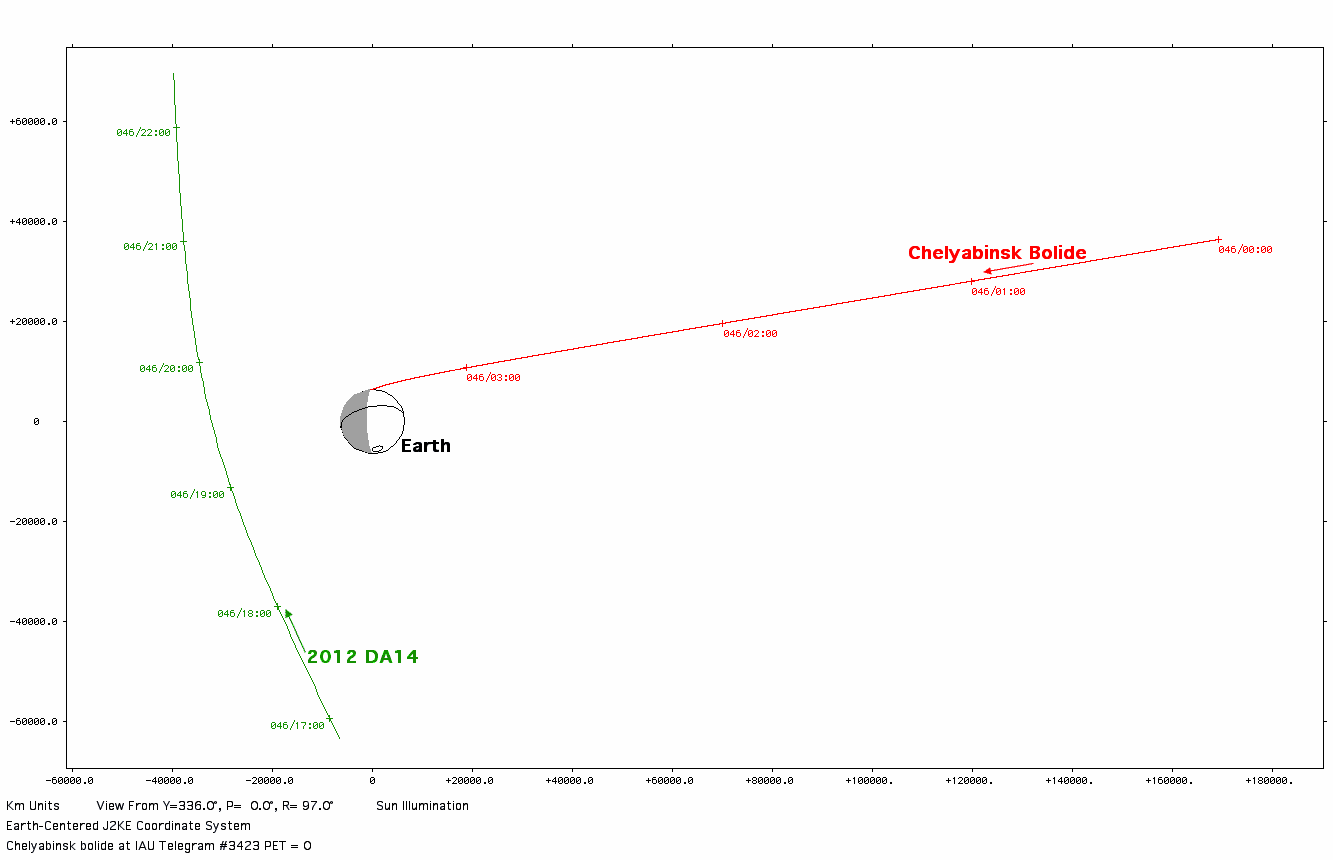
مداري نيزك تشيليابنسك وديندي (367943) Duende يختلفان تماما ،ولا علاقة بينهما.

توضيح اقرب مسافة بين نيزك ديندي والأرض ، وتبلغ كتلته نحو 130.000 طن (مقياس الرسم مطابق للواقع).

حدث سقوط نيزك تشيليابنسك مصادفة بنحو 20 ساعة قبل مرور النيزك الكبير (367943) Duende على أقرب مسافة من الأرض. نيزك ديندي له قطر يكبر عن قطر نيزك تشيليابنسك بنحو الضعف، وتقدر كتلته بنحو 130.000 طن. وطبقا لمعلومات من المنظمة الأوروبية للفضاء وناسا لا يوجد ارتباط بين الحدثين حيث أن لهما مسارين مختلفين تماما.